# Gioia Sannitica
Gioia Sannitica ist eine italienische Gemeinde mit 3208 Einwohnern (Stand 31. Dezember 2024) in Italien, welche sich in der Provinz Caserta befindet und somit zur Region Kampanien gehört. Sie ist Bestandteil der Comunità Montana del Matese. 
Zu Gioia gehören folgende Orte (Fraktionen): Carattano, Calvisi, Criscia, Curti, Caselle, Auduni und Madonna del Bagno. Gioia Sannitica liegt am Fuße des Monte Matese, in dessen Nähe sich eine mittelalterliche Burg befindet.

## Geschichte
Es ist aufgrund seltener Aufzeichnungen nicht viel von der Geschichte Gioias bekannt. Doch laut einem Historiker wurde das ursprüngliche Dorf in den Samnitenkriegen zerstört. Doch einige Überlebende bauten das Dorf wieder auf und nannten es Gioja. In antiken Karten findet man jedoch Gioja unter den Namen Terra Jani oder Terra Jiojae. Später sah sich Gioia Sannitica Angriffen der Barbaren, Langobarden, der Franken und der Normannen ausgesetzt. Mit der Ankunft der Normannen wurde Gioia zu einer Baronie. Um das Jahr 1000 herum wurde dann die Burg errichtet. Im 16. Jahrhundert wurde Gioia ein florierendes Zentrum. Den Zusatz Sannitica bekam Gioia dann am 12. Oktober 1862 von König Viktor Emanuel II. verliehen.
Während des Zweiten Weltkrieges wurde Gioia Sannitica von der SS besetzt und die Bewohner flohen vor deren Brutalität in die Berge.